# André Keil

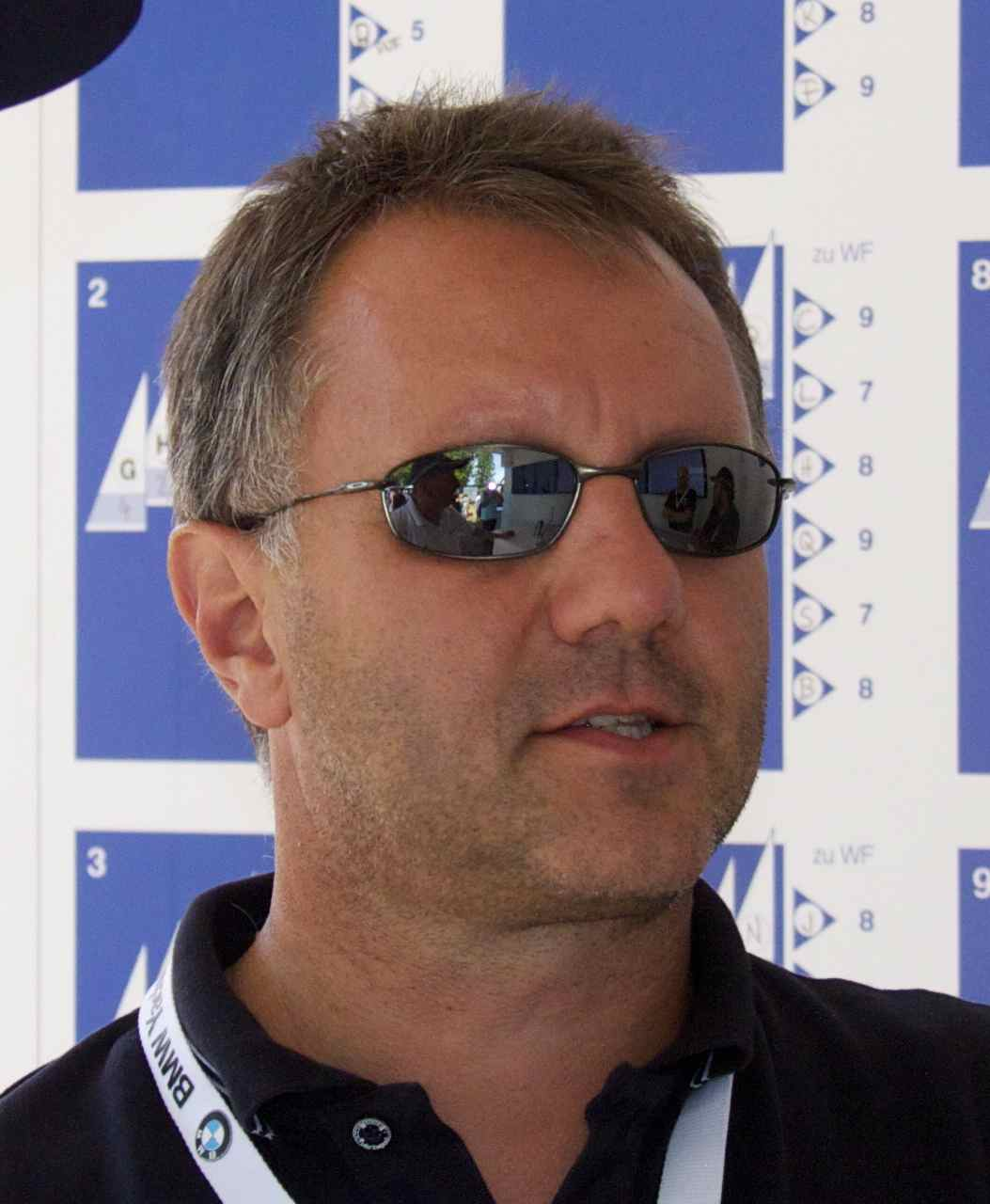
André Keil beim BMW Sailing Cup 2013 am Barleber See, Magdeburg

André Keil (* 16. September 1967 in Crivitz) ist ein deutscher Sportjournalist, Sportkommentator, Buchautor und Moderator von Großveranstaltungen. Sein Schwerpunkt liegt im Segelsport.

## Beruf
Nach seinem Abitur studierte Keil Journalistik. 1992 begann er seine Tätigkeit beim Norddeutschen Rundfunk und war bis 2005 Sportchef des Landesfunkhauses Schwerin für die Bereiche Hörfunk und Fernsehen. Seit 2005 ist er Studioleiter im Landesfunkhaus Schwerin.
Für die ARD war Keil als Fachkommentator für den Segelsport und für Boxen tätig und war unter anderem bei Olympischen Spielen, Welt- und Europameisterschaften, beim Admiral’s Cup und beim Volvo Ocean Race im Einsatz. Er kommentierte zudem den BMW Sailing Cup, seine erste Moderation in dieser Serie erfolgte im Oktober 2006 beim BMW Sailing Cup in Hamburg.
André Keil arbeitet als Autor an sporthistorischen Dokumentationen wie Als aus Sportlern Spitzel wurden – Das Stasi-Erbe des SC Neubrandenburg und Unterstützende Mittel – Das Trauma des DDR-Sport.
Keil ist verheiratet und Vater von zwei Söhnen.

## Seglerische Karriere
André Keil kam durch seinen Vater, einen Segellehrer und -trainer, im Alter von sechs Jahren zum Segelsport. Diesen betrieb er leistungsmäßig bis 1989, zuletzt in der Bootsklasse 470er.